# أدونيس غارسيا
أدونيس غارسيا هو لاعب كرة قاعدة كوبي، ولد في 12 أبريل 1985 في مقاطعة سيغو دي أفيلا في كوبا.

## وصلات خارجية
- أدونيس غارسيا على موقع دوري كرة القاعدة الرئيسي (الإنجليزية)
- أدونيس غارسيا على موقعبيزبول رفرنس.كوم (الدوري الرئيسي) (الإنجليزية)
- أدونيس غارسيا على موقعبيزبول رفرنس.كوم (الدوري الثانوي) (الإنجليزية)
- أدونيس غارسيا على موقع إي إس بي إن.كوم (أم.أل.بي) (الإنجليزية)
- أدونيس غارسيا على موقع مشجعي الرسوم البيانية (الإنجليزية)